# Kathleen Pruitt
Kathleen Pruitt (ur. 26 grudnia 1982) – amerykańska kolarka górska, brązowa medalistka mistrzostw świata.

## Kariera
Największy sukces w karierze Kathleen Pruitt osiągnęła w 2009 roku, kiedy zdobyła brązowy medal w downhillu podczas mistrzostw świata w Canberze. W zawodach tych wyprzedziły ją jedynie Francuzka Emmeline Ragot oraz Brytyjka Tracy Moseley. Był to jedyny medal wywalczony przez Pruitt na międzynarodowej imprezie tej rangi. Nie startowała na igrzyskach olimpijskich.